# Yasemin Ecem Anagöz
Yasemin Ecem Anagöz (İzmir, 14 d'octubre de 1998) és una arquera turca, campiona d'Europa 2018. El 2015 va ser integrant de la selecció nacional femení turca U-17, juntament amb Aybüke Gümrükçü i Büşranur Coşkun, guanyant la medalla de plata en arc clàssic, en el Mundial.
També va participar a Rio 2016, representant a Turquia. El 2018 també va ser integrant de l'equip turc femení que és campió d'Europa, amb Aybüke Aktuna i Büşranur Coşkun en la categoria "arc clàssic".